# Округи Шрі-Ланки
Ланкійський округ (синг. දිස්ත්‍රි‌ක්‌ක, трансліт. Distrikka, там. மாவட்டம்) — адміністративна одиниця другого рівня, вони включені в провінцію. У межах 9 провінцій є 25 округів. Кожен округ управляється окружним секретарем, який призначається центральним урядом. Основними завданнями окружного секретаріату є координація комунікацій та діяльності центральних урядів та відділів секретарських структур. Окружний секретаріат також відповідає за впровадження та моніторинг проєктів розвитку на окружному рівні та надання допомоги адміністративним одиницям нижчого рівня у своїй діяльності, а також збір доходів та координацію виборів у окрузі. Округ поділений на декілька підрозділів окружних секретаріатів (відомі під назвою ОС), які, у свою чергу, поділяються на 14 021 Грама Ніладхарі.

## Історія
За часів Королівства Анурадхапура країна вперше була розділена на кілька адміністративних одиниць. Королівство було поділено на три провінції: Раджарата, Рухуна та Малая-Рата. Далі вони були поділені на менші підрозділи, які називалися рата. З часом кількість провінцій збільшилася, але адміністративний поділ другого рівня залишився ратою. Проте, коли країна врешті-решт ділилася на більш ніж одне королівство, а іноземні колоніальні місії зайняли частину країни, ця структура почала змінюватися. Територія Коттеського Королівства була розділена на чотири дісави, які потім були розділені на сорок корале. Корале мали свої власні цивільні та військові посадові особи та невелику міліцію. Королівство Джафна, скоріш за все, мала схожу адміністративну структуру з чотирма провінціями.
Коли португальці захопили частину країни після прибуття в 1505 році, вони зберігали більш-менш таку ж адміністративну структуру, за якою йшли правителі Шрі-Ланки. Під час голландського панування в країні територію було розділено на три адміністративні підрозділи. Вони були поділені на дісави, як у попередніх системах. Британія спочатку продовжувала цю систему, але після реформ в 1796-1802 рр. країна була поділена за етнічним складом. Це було скасовано реформами Колебрук-Камерона 1833 року та створено законодавчу раду, розділено острів на політичні і адміністративні одиниці. Створено п'ять провінцій, потім їх кількість збільшилась до дев'яти, і вони були поділені на двадцять один округ. Ці округи управлялися чиновниками, відомі як урядові агенти або помічники урядових агентів.
У 1955 р. округ замінив провінцію ставши основною адміністративною одиницею країни. Округ Ампара був створений у квітні 1961 р., після чого в вересні 1978 р. було утворено округи Муллайтіву і Гампаха за допомогою нової конституції, яка також знову ввела провінцію як основну адміністративну одиницю. Останній округ, який буде створений, був Кіліноччі у лютому 1984 року, а нинішня конституція (1978 року) зазначає, що територія Шрі-Ланки складається з 25 округів. Ці округи можуть бути розділені або об'єднані за рішенням парламенту Шрі-Ланки.

## Округи
Усі дані про населення наводяться з останнього перепису населення Шрі-Ланки в 2012 році.
| Округ        | На карті | Провінція           | Столиця округу | Площа суходолу у км2 (mi2) | Площа внутрішньої води у км2 (mi2) | Загальна площа у км2 (mi2) | Населення 2012 | Густота населення на км2 (mi2) |
| ------------ | --- | ------------------- | -------------- | -------------------------- | ---------------------------------- | -------------------------- | -------------- | ------------------------------ |
| Ампара       | Area map of Ampara District, located along the east by south and south east coast and projecting into the interior of the country at the northern border, in the Eastern Province of Sri Lanka                      | Східна              | Ампара         | 4 222 (1 630)              | 193 (75)                           | 4 415 (1 705)              | 649,402        | 154 (400)                      |
| Анурадхапура | Area map of Anuradhapura District, located somewhat to the north of the centre of the country, in the North Central Province of Sri Lanka                                                                           | Північно-центральна | Анурадхапура   | 6 664 (2 573)              | 515 (199)                          | 7 179 (2 772)              | 860,575        | 129 (330)                      |
| Бадулла      | Area map of Badulla District which has its northern border near the centre of the country and extends to the south, located in the Uva Province of Sri Lanka                                                        | Ува                 | Бадулла        | 2 827 (1 092)              | 34 (13)                            | 2 861 (1 105)              | 815,405        | 288 (750)                      |
| Баттікалоа   | Area map of Batticaloa District, located along the east by north coast, in the Eastern Province of Sri Lanka | Східна              | Баттікалоа     | 2 610 (1 010)              | 244 (94)                           | 2 854 (1 102)              | 526,567        | 202 (520)                      |
| Вавунія      | Area map of Vavuniya District, located in the middle of the northern half of the country, running roughly in a south west—north east direction, in the Northern Province of Sri Lanka                               | Північна            | Вавунія        | 1 861 (719)                | 106 (41)                           | 1 967 (759)                | 172,115        | 92 (240)                       |
| Гампаха      | Area map of Gampaha District, extending inwards from the west by south west coast in a rough square shape, in the Western Province of Sri Lanka                                                                     | Західна             | Гампаха        | 1 341 (518)                | 46 (18)                            | 1 387 (536)                | 2,304,833      | 1 719 (4 450)                  |
| Ґалле        | Area map of Galle District, converging inwards from the south west coast, in the Southern Province of Sri Lanka | Південна            | Ґалле          | 1 617 (624)                | 35 (14)                            | 1 652 (638)                | 1,063,334      | 658 (1 700)                    |
| Джафна       | Area map of Jaffna District, in the peninsula to the north, in the Northern Province of Sri Lanka | Північна            | Джафна         | 929 (359)                  | 96 (37)                            | 1 025 (396)                | 583,882        | 629 (1 630)                    |
| Калутара     | Area map of Kalutara District, extending inwards from the south west by west coast, in the Western Province of Sri Lanka                                                                                            | Західна             | Калутара       | 1 576 (608)                | 22 (8,5)                           | 1 598 (617)                | 1,221,948      | 775 (2 010)                    |
| Канді        | Area map of Kandy District, at the centre of the country with its south western boundary extending to the south, in the Central Province of Sri Lanka                                                               | Центральна          | Канді          | 1 917 (740)                | 23 (8,9)                           | 1 940 (750)                | 1,375,382      | 716 (1 850)                    |
| Кегалле      | Area map of Kegalle District, roughly oval in shape is located to the south east of the centre of the country, in the Sabaragamuwa Province of Sri Lanka                                                            | Сабарагамува        | Кегалле        | 1 685 (651)                | 8 (3,1)                            | 1 693 (654)                | 840,648        | 499 (1 290)                    |
| Кіліноччі    | Area map of Kilinochchi District, along the northern coast of the mainland and south of the Jaffna peninsula, in the Northern Province of Sri Lanka                                                                 | Північна            | Кіліноччі      | 1 205 (465)                | 74 (29)                            | 1 279 (494)                | 113,510        | 94 (240)                       |
| Коломбо      | Area map of Colombo District, roughly rectangular in shape and extending inwards from the west south west coast in the Western Province of Sri Lanka                                                                | Західна             | Коломбо        | 676 (261)                  | 23 (8,9)                           | 699 (270)                  | 2,324,349      | 3 438 (8 900)                  |
| Курунегала   | Area map of Kurunegala District, to the west of the centre of the country with its northern border extending towards the north west, in the North Western Province of Sri Lanka                                     | Північно-західна    | Курунегала     | 4 624 (1 785)              | 192 (74)                           | 4 816 (1 859)              | 1,618,465      | 350 (910)                      |
| Маннар       | Area map of Mannar District, along the north western coast with eastern border extending towards the interior, also including a large island roughly oval in shape, in the Northern Province of Sri Lanka           | Північна            | Маннар         | 1 880 (730)                | 116 (45)                           | 1 996 (771)                | 99,570         | 53 (140)                       |
| Матале       | Area map of Matale District, located immediately north of the middle of the country, roughly the shape of a letter "C" and located in the Central Province of Sri Lanka                                             | Центральна          | Матале         | 1 952 (754)                | 41 (16)                            | 1 993 (770)                | 484,531        | 248 (640)                      |
| Матара       | Area map of Matara District, roughly rectangular in shape and extending inwards from the southern coast, in the Southern Province of Sri Lanka                                                                      | Південна            | Матара         | 1 270 (490)                | 13 (5,0)                           | 1 283 (495)                | 814,048        | 641 (1 660)                    |
| Монерагала   | Area map of Monaragala District, located east of the centre of the country, has its south eat border extending towards the west, in the Uva Province of Sri Lanka                                                   | Ува                 | Монерагала     | 5 508 (2 127)              | 131 (51)                           | 5 639 (2 177)              | 451,058        | 82 (210)                       |
| Муллайтіву   | Area map of Mullaitivu District, extending to the west from the north by east coast in the Northern Province of Sri Lanka                                                                                           | Північна            | Муллайтіву     | 2 415 (932)                | 202 (78)                           | 2 617 (1 010)              | 92,238         | 38 (98)                        |
| Нувара-Елія  | Area map of Nuwara Eliya District, located immediately south of the middle of the country and running roughly south west to north east, in the Central Province of Sri Lanka                                        | Центральна          | Нувара-Елія    | 1 706 (659)                | 35 (14)                            | 1 741 (672)                | 711,644        | 417 (1 080)                    |
| Полоннарува  | Area map of Polonnaruwa District, roughly square in shape, located at the middle from north east of the centre of the country and south west of the north eastern coast, in the North Central Province of Sri Lanka | Північно-центральна | Полоннарува    | 3 077 (1 188)              | 216 (83)                           | 3 293 (1 271)              | 406,088        | 132 (340)                      |
| Путталам     | Area map of Puttalam District, lying along the western coast, in the North Western Province of Sri Lanka | Північно-західна    | Путталам       | 2 882 (1 113)              | 190 (73)                           | 3 072 (1 186)              | 762,396        | 265 (690)                      |
| Ратнапура    | Area map of Ratnapura District, some distance from the south western coast with its western and southern borders converging towards the north west, in the Sabaragamuwa Province of Sri Lanka                       | Сабарагамува        | Ратнапура      | 3 236 (1 249)              | 39 (15)                            | 3 275 (1 264)              | 1,088,007      | 336 (870)                      |
| Тринкомалі   | Area map of Trincomalee District, along the north eastern coast with its south western border extending inwards, in the Eastern Province of Sri Lanka                                                               | Східна              | Тринкомалі     | 2 529 (976)                | 198 (76)                           | 2 727 (1 053)              | 379,541        | 150 (390)                      |
| Хамбантота   | Area map of Hambantota District, lying along the coast from south to south east, in the Southern Province of Sri Lanka                                                                                              | Південна            | Хамбантота     | 2 496 (964)                | 113 (44)                           | 2 609 (1 007)              | 599,903        | 240 (620)                      |
| Загальне     | |                     |                | 62 705 (24 211)            | 2 905 (1 122)                      | 65 610 (25 330)            | 20,359,439     | 325 (840)                      |

## Цитати
1. ↑  Siriweera, 2004, с. 91.
2. ↑  Yogasundaram, 2006, с. 170.
3. ↑  Yogasundaram, 2006, с. 168.
4. ↑  Yogasundaram, 2006, с. 195.
5. ↑  Yogasundaram, 2006, с. 214.
6. 1 2  Yogasundaram, 2006, с. 258.
7. ↑  Peebles, 2006, с. 48.
8. ↑  Peebles, 2006, с. 52.
9. ↑  Peebles, 2006, с. 110.
10. 1 2 3 4 5  Table 1.1: Area of Sri Lanka by province and district (PDF). Statistical Abstract 2014. Department of Census and Statistics, Sri Lanka. Архів оригіналу (PDF) за 13 листопада 2015. Процитовано 2 листопада 2018.